# Ökomanager des Jahres
Ökomanager des Jahres war ein Umwelt- und Wirtschaftspreis, der zwischen 1990 und 2008 gemeinsam von dem Wirtschaftsmagazin Capital und der Umweltorganisation WWF Deutschland vergeben wurde. In den Kategorien Konzerne und Mittelstand sowie mit einem Sonderpreis werden Unternehmer ausgezeichnet, die nachhaltiges Wachstum und Rendite vorbildlich miteinander verbinden. Grundlage für die Preisverleihung waren Gutachten über Produkte, Herstellungsverfahren, Mitarbeiterorientierung und Umweltschutz der Unternehmen. Der Preis wurde 2008 letztmals verliehen, die Zeitschrift Capital vergibt seit 2009 den Preis „Greentech-Manager des Jahres“.

## Liste der Preisträger
| Jahr | Kategorie   | Preisträger                                     | Unternehmen                                                                |
| ---- | ----------- | ----------------------------------------------- | -------------------------------------------------------------------------- |
| 1990 | Konzerne    | Erivan Haub                                     | Tengelmann Warenhandelsgesellschaft                                        |
| 1990 | Mittelstand | Franz Ehrnsperger                               | Neumarkter Lammsbräu                                                       |
| 1991 | Konzerne    | Michael Otto                                    | Otto-Versand                                                               |
| 1991 | Mittelstand | Karl Neff                                       | Neff GmbH                                                                  |
| 1992 | Konzerne    | Hans-Olaf Henkel                                | IBM Deutschland                                                            |
| 1992 | Mittelstand | Hermann Fischer                                 | AURO Pflanzenchemie                                                        |
| 1993 | Konzerne    | Carlhanns Damm                                  | AEG-Hausgeräte                                                             |
| 1993 | Mittelstand | Christof Stoll                                  | Christof Stoll GmbH & Co. KG                                               |
| 1993 | Sonderpreis | Britta Steilmann                                | Klaus Steilmann GmbH & Co. KG                                              |
| 1994 | Konzerne    | Hans-Dietrich Winkhaus                          | Henkel                                                                     |
| 1994 | Mittelstand | Siegfried Stocker                               | Hofpfisterei                                                               |
| 1994 | Sonderpreis | Eberhard Baumann und Erich Fleckenstein         | Ökozentrum Werratal/Thüringen GmbH                                         |
| 1995 | Konzerne    | August Oetker                                   | Dr. August Oetker KG                                                       |
| 1995 | Mittelstand | Hubert Fritz                                    | Baufritz                                                                   |
| 1995 | Sonderpreis | Klement Fend                                    | Bürgermeister der Gemeinde Oberammergau                                    |
| 1996 | Konzerne    | Heinz und Hugo Fiege                            | Fiege Logistik                                                             |
| 1996 | Mittelstand | Angelika von Proff-Kesseler und Christoph Gehrt | Kambium Möbelwerkstätte GmbH                                               |
| 1996 | Sonderpreis | Michael Sladek                                  | Schönauer Energie Initiativen                                              |
| 1997 | Konzerne    | Claus Hipp                                      | Hipp-Werke                                                                 |
| 1997 | Mittelstand | Alfred Theodor Ritter                           | Alfred Ritter GmbH & Co. KG                                                |
| 1997 | Sonderpreis | Rolf Disch                                      | Architekt                                                                  |
| 1997 | Sonderpreis | Franz Heinrich                                  | Stadtwerke Saarbrücken                                                     |
| 1998 | Konzerne    | Jürgen Zech                                     | Gerling-Konzern Versicherungs-Beteiligungs-AG                              |
| 1998 | Mittelstand | Manfred Maus                                    | Obi                                                                        |
| 1998 | Sonderpreis | Franz Daschner                                  | Institut für Umweltmedizin und Krankenhaushygiene der Universität Freiburg |
| 1998 | Sonderpreis | Hermann Graf Hatzfeldt                          | Forstwirt                                                                  |
| 1999 | Konzerne    | Hartmut Mehdorn                                 | Heidelberger Druckmaschinen                                                |
| 1999 | Mittelstand | Carsten Petersen                                | StattAuto                                                                  |
| 1999 | Sonderpreis | Jan von Ledebur                                 | Arbeitsgemeinschaft ökologischer Landbau (AGÖL)                            |
| 1999 | Sonderpreis | Rudolf L. Schreiber                             | Pro Natur GmbH                                                             |
| 2000 | Konzerne    | Gerd Tenzer                                     | Deutsche Telekom                                                           |
| 2000 | Mittelstand | Friedrich Kopf                                  | Kopf AG                                                                    |
| 2001 |             | Keine Preisverleihung                           |                                                                            |
| 2002 | Konzerne    | Robert Kugler                                   | BSH Bosch und Siemens Hausgeräte                                           |
| 2002 | Mittelstand | Sonja Bernadotte                                | Mainau GmbH                                                                |
| 2002 | Mittelstand | Manfred Kohlhase                                | Weleda                                                                     |
| 2002 | Sonderpreis | Anton Scherrer                                  | Migros                                                                     |
| 2003 | Konzerne    | Roland Hartung                                  | MVV Energie                                                                |
| 2003 | Mittelstand | Otto Greither                                   | Salus Natur-Arzneimittel                                                   |
| 2003 | Sonderpreis | Elsbeth Seiltz                                  | regionale Wirtschaftsinitiative „Unser Land“, Region München               |
| 2004 | Konzerne    | Jan Åström                                      | Svenska Cellulosa Aktiebolaget                                             |
| 2004 | Mittelstand | Kurt Schmalz (Unternehmer) und Wolfgang Schmalz | J. Schmalz GmbH                                                            |
| 2005 | Konzerne    | Herbert Hainer                                  | adidas                                                                     |
| 2005 | Mittelstand | Wolfgang Gutberlet                              | tegut…                                                                     |
| 2005 | Sonderpreis | Bodo Wolf                                       | Choren Industries                                                          |
| 2006 | Konzerne    | Franz Fehrenbach                                | Robert Bosch GmbH                                                          |
| 2006 | Mittelstand | Heiko von Tschischwitz                          | Lichtblick                                                                 |
| 2006 | Sonderpreis | Heinrich Kranz                                  | Stoffkontor Kranz                                                          |
| 2007 | Konzerne    | Nikolaus von Bomhard                            | Münchener Rückversicherungs-Gesellschaft                                   |
| 2007 | Mittelstand | Peter Kowalsky                                  | Bionade                                                                    |
| 2007 | Sonderpreis | Jürgen Schmidt                                  | Memo AG                                                                    |
| 2008 | Konzerne    | Anton Wolfgang Graf von Faber-Castell           | Faber-Castell                                                              |
| 2008 | Mittelstand | Anton Milner                                    | Q-Cells                                                                    |
| 2008 | Sonderpreis | Stephan Wrage                                   |                                                                            |